# Han saramman
Han saramman (한 사람만?; lett. "Solo una persona"), noto anche con il titolo internazionale The One and Only, è un drama coreano trasmesso su JTBC dal 20 dicembre 2021 all'8 febbraio 2022.

## Trama
La giovane In-sook scopre che non le rimane molto da vivere, e si ritrova a dover passare gli ultimi mesi della sua vita presso la Morning Light, una casa di riposo gestita da un gruppo di suore. L'incontro con le altre pazienti e con Woo-cheon, un spietato sicario di cui finisce per innamorarsi, riportano però un po' di speranza nell'esistenza della ragazza.